# Theretra capensis
Theretra capensis là một loài bướm đêm thuộc họ Sphingidae. Nó được tìm thấy ở woodland và open habitats from the Cape to Zimbabwe, Zambia, Cộng hòa Dân chủ Congo, Malawi, Mozambique và East Africa.
Chiều dài cánh trước là 44–52 mm. Mình và cánh trước có màu nâu hơi xanh lá cây nhạt, xanh lá cây hơi xám hay nâu hơi đỏ nhạt. Cánh dưới màu đỏ hoa hồng đồng nhất.

## Hình ảnh

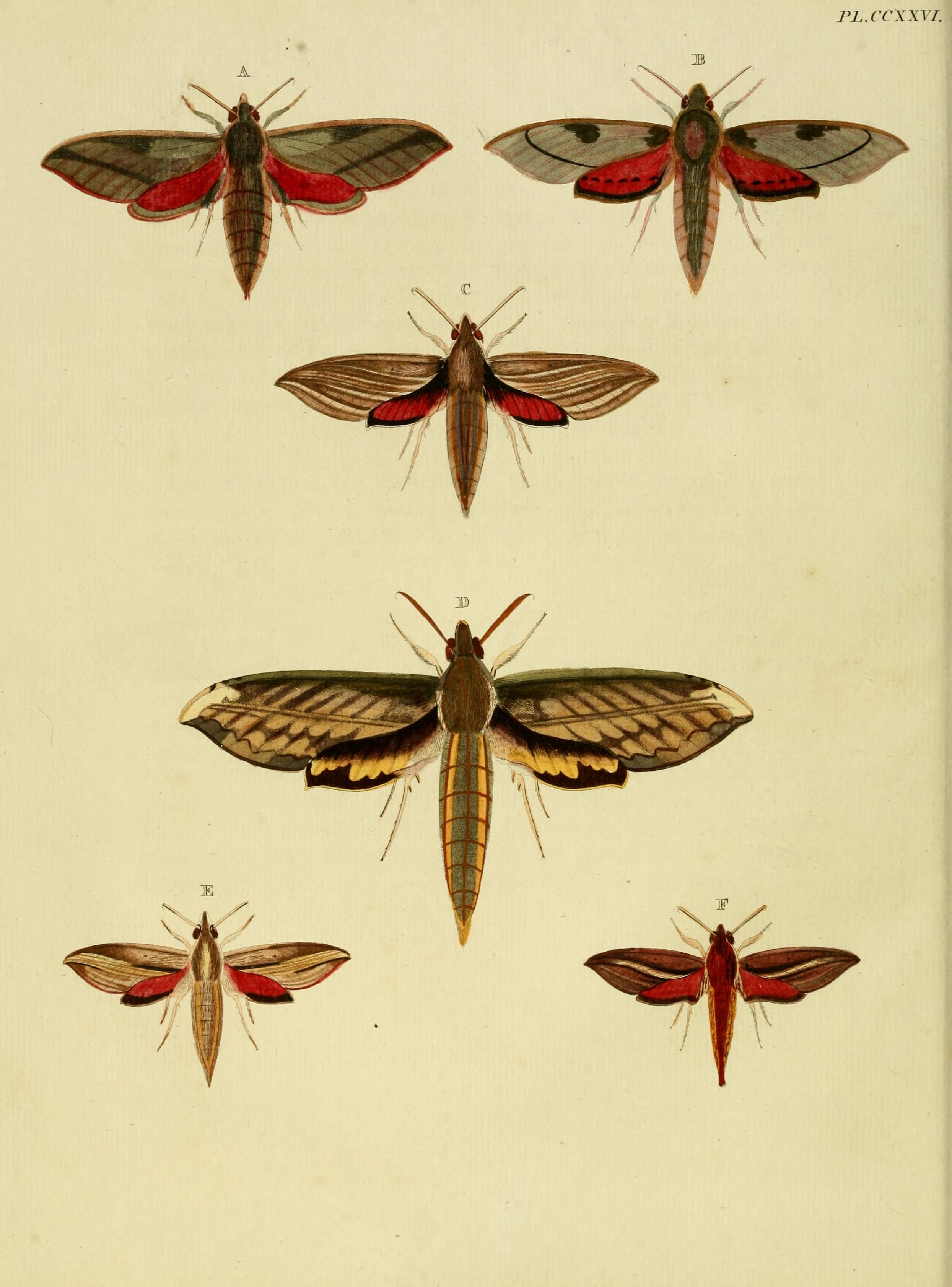
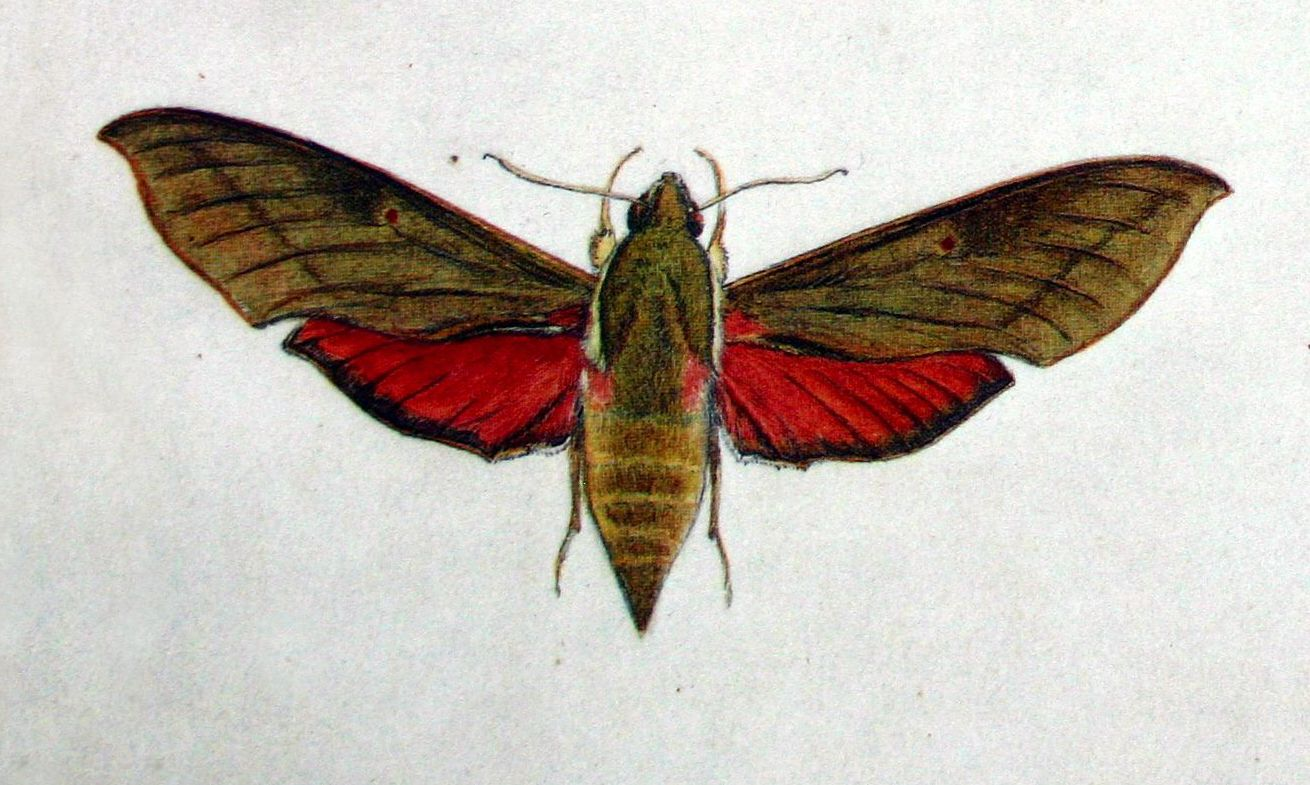